# Annum
O annum como unidade do tempo, é definido exatamente como 365,25 dias de 86 400 segundos cada (isto é, a duração média dos anos no calendário juliano). Embora não seja universalmente aceito, como o símbolo do ano, o NIST e o ISO 31-1 sugere o símbolo a (no Sistema Internacional, a também é o símbolo do are, unidade de medida de área).
Para evitar ambiguidades é sugerido pelo Código Unificado das Unidades de Medidas o seguinte:
ar para are, e:
at = 365,24219 dias para o ano tropical médio;
aj = 365,25 dias para o ano juliano;
ag = 365,2425 dias para o ano gregoriano;
a = 1 aj por padrão.
- Per annum significa ao ano.
- Kiloannum (ka) é uma medida de tempo equivalente a mil anos (um milênio).
- Megaannum (Ma) é uma medida de tempo equivalente a um milhão de anos (mil milênios).
- Gigaannum (Ga) é uma medida de tempo equivalente a um bilhão de anos (um milhão de milênios).